# ポール・ポポアイア
ポール・ポポアイア（Paul Popoaia、2000年5月29日 - ）は、スーペルリーガ、CSMシュティインツァ・バヤ・マーレに所属するラグビーユニオン選手。

## プロフィール
- ルーマニア・パシュカニ出身[1]。
- ポジションはウィング(WTB)、フルバック(FB)。
- 身長 178cm、体重 80kg
- U20ルーマニア代表に選ばれたことがある[2]。
- 7人制ルーマニア代表に選ばれたことがある。
- ルーマニア代表キャップは19（2024年12月現在）でラグビーワールドカップ2023のルーマニア代表に選ばれた[3]。

## 略歴
2019年、CSMシュティインツァ・バヤ・マーレに加入。